# Анна Поліна
Анна Поліна (фр. Anna Polina); нар. 11 вересня 1989 (35 років), Ленінград, СРСР — французька модель і порноакторка російського походження.

## Біографія
Народилася в Ленінграді. У віці 10 років переїхала з батьками у Францію. 
В 2008 році під псевдонімом Léa Delmas1 знялася в кількох порносценах, а потрапила в порноіндустрії з лютого 2010 — спершу під псевдонімом Ліліт Маршалл (Lilith Marshall), а потім — як Анна Поліна.
Крім порнографічних, знялася також у французькому фільмі жахів ECHAP. Працює ведучою на рок-радіостанції OUI FM.

## Премії і номінації
| Рік  | Премія | Категорія                                   | Фільм                                                                                                   | Результат |
| ---- | ------ | ------------------------------------------- | --- | --------- |
| 2011 | Venus  | Best Starlet                                | Н/Д | Перемога  |
| 2012 | AVN    | Female Foreign Performer of the Year        | Н/Д | Номінація |
| 2012 | XBIZ   | краща іноземна виконавиця року              | Н/Д | Перемога  |
| 2013 | AVN    | Female Foreign Performer of the Year        | Н/Д | Номінація |
| 2013 | AVN    | Best Sex Scene in a Foreign-Shot Production | Inglorious Bitches                                                                                      | Номінація |
| 2013 | AVN    | Best Sex Scene in a Foreign-Shot Production | The Journalist                                                                                          | Номінація |
| 2013 | XBIZ   | Foreign Female Performer of the Year        | Н/Д | Номінація |
| 2014 | AVN    | Best Sex Scene in a Foreign Shot Production | The Ingenuous (shared with Aleska Diamond, Anissa Kate, Angel Piaff, Rita, Tarra White and Mike Angelo) | Перемога  |
| 2014 | AVN    | Best Sex Scene in a Foreign Shot Production | Ukrainian Institute 18: The Headmistress (shared with Nasta Zya and JPX)                                | Номінація |
| 2014 | AVN    | Female Foreign Performer of the Year        | Н/Д | Номінація |
| 2014 | XBIZ   | Foreign Female Performer of the Year        | Н/Д | Номінація |
| 2015 | AVN    | Best Sex Scene in a Foreign-Shot Production | Footballers' Housewives (shared with Abbie Cat, Markus Tynai and Vince Carter)                          | Номінація |
| 2015 | XBIZ   | Foreign Female Performer of the Year        | Н/Д | Номінація |